# Egipto (Chiapas)
Egipto es una localidad del estado mexicano de Chiapas. Es parte del municipio de Salto de Agua.

## Demografía
| Gráfica de evolución demográfica |
|                                  |

| Censo | Población |
| ----- | --------- |
| 1970  | 444       |
| 1980  | 632       |
| 1990  | 941       |
| 2000  | 1 179     |
| 2010  | 1 419     |
| 2020  | 1 478     |